# Gerhard Pendl
Gerhard Pendl (* 10. Juli 1934 in Linz; † 24. Juni 2021 in Wien) war ein österreichischer Mediziner und emeritierter Universitätsprofessor. Mediale und breitere Bekanntheit erlangte er als Obmann des Vereins zur Pflege des Grabes von Walter Nowotny mit einer Gedenkrede im November 2006 an dessen Grab.

## Medizinische Laufbahn
Pendl war nach Besuch des Realgymnasium Linz zunächst als Drogist im pharmazeutischen Großhandel beschäftigt, holte nebenher nach Besuch der Arbeitermittelschule 1958 die Matura nach und begann das Studium der Medizin an der Universität Wien. Als Schüler wurde er Mitglied der Pennalen Burschenschaft Quercus-Markomannia Linz. Während seines Studiums wurde er Mitglied der Akademischen Burschenschaft Oberösterreicher Germanen in Wien. 1964 erfolgte die Promotion zum Dr. med. univ.
Nach kurzer Tätigkeit am Allgemeinen Krankenhaus Linz setzte Pendl seine medizinische Laufbahn als Assistent an der Neurochirurgischen Uni-Klinik Wien fort. In den Jahren 1972 bis 1976 war Pendl unter H.-P. Jensen Oberarzt an der Neurochirurgischen Universitätsklinik in Kiel. Später folgte die Position als Chefarzt an der Neurochirurgischen Abteilung an der Ostseeklinik Damp/Schleswig-Holstein, die Pendl eingerichtet hatte. 
1978 kehrte Pendl als 1. Oberarzt an die Universität Wien zurück, wo er sich 1980 habilitierte und 1987 zum außerordentlichen Universitätsprofessor ernannt wurde. 
Ab April 1990 war Pendl an der Universität Graz als ordentlicher Universitätsprofessor für Neurochirurgie tätig und bis zu seiner Emeritierung im Jahre 2002 Leiter der Universitätsklinik für Neurochirurgie. Aufgrund seiner Leistungen übernahm die Grazer Uni-Klinik 1992 in Österreich die Vorreiterrolle am Sektor Gamma-Knife. Seit der Inbetriebnahme eines der teuersten medizinischen Geräte in Österreich sorgte die Gamma-Knife-Methode für Aufmerksamkeit. 
An der Universität Wien war Pendl u. a. Dekan (1997–1999) sowie Vizedekan (1999–2002) der Medizinischen Fakultät. 2003 bis 2006 war er Mitglied des Universitätsrates der durch Ausgliederung der Medizinischen Fakultät neu geschaffenen  Medizinischen Universität Wien.
Pendl verfasste ca. 300 wissenschaftlichen Publikationen.

## Rechtsnationaler Aktivist
Gerhard Pendl war seit der Gründung Obmann des Vereins zur Pflege des Grabes von Walter Nowotny. Der Verein organisiert jährlich zu Nowotnys Todestag eine Kranzniederlegung an dessen Grab, an der auch Burschenschafter, Vertreter des Österreichischen Kameradschaftsbundes sowie rechtsextreme Skinheads teilnehmen.
Am 12. November 2006 hielt Pendl als Vereinsobmann eine Gedenkrede für Nowotny an dessen Grab, die eine umfangreiche mediale Rezeption erfahren hat, darunter in den Tageszeitungen Der Standard, Wiener Zeitung, Die Presse sowie in den Salzburger Nachrichten, wie auch das ORF-Fernsehen in der ZIB 2 vom 13. November 2006 über die Rede berichtete. Ebenso führte diese zu zahlreichen OTS-Aussendungen in der Austria Presse Agentur (APA).
Die Rede im Wortlaut, die Pendl in einer Stellungnahme am 26. November 2006 an das Bundesministerium für Bildung, Wissenschaft und Kultur übermittelt hatte und die der Verfassungsgerichtshof am 6. März 2008 in seiner Abweisung einer Verfassungsbeschwerde zur Gänze zitiert (siehe tieferstehend):

„Meine Damen und Herren!
Als Obmann des Vereins zur Erhaltung der für uns immer noch als Ehrengrab anzuerkennenden letzten Ruhestätte des Majors der deutschen Luftwaffe, Walter Nowotny, darf ich Sie alle herzlich begrüßen. Der Bruder unseres Helden, Herr Dkfm. Nowotny aus Linz, ist aus gesundheitlichen Gründen leider verhindert, es besteht aber keine Sorge um seinen Zustand.
Ich begrüße Herrn Madzak vom österreichischen Soldatenverband und Kameradschaftsbund der Obersteiermark und seinen Fahnenjunker Florian Andel, den Kameradschaftsbund/Bezirksverband Spitz mit seinem Obmann Walter Graf, ebenso begrüße ich Herrn Zastrow, der als einfacher Soldat das Ritterkreuz verliehen bekam.
Liebe Freunde!
Sie haben noch Respekt vor dem Soldatentod unserer Brüder, Väter und Großväter; dazu zählt aber auch der mancher Schwester, Mutter und Großmutter, die wir nicht vergessen wollen. Wir verstehen uns hier nicht als Wallfahrer an einer Heiligen Stätte, sondern es ist unsere Pflicht, gegen die seelischen Narben der Gutmenschen, die auch die Toten nicht in Ruhe lassen wollen, aufzuzeigen, dass es doch noch ein Fähnlein in den deutschen Landen gibt, die unsere unschuldigen Soldaten und ihren furchtbaren Tod nicht vergessen oder gar herabwürdigen:
Warum die Toten kränken, wenn sie doch nicht mehr darunter leiden (Henry de Montherlant).
Und auch dieses Jahr wird das Grab mit den Gebinden der um unseren Helden gedenkenden Menschen wieder von dummen unkultivierten Menschen geschändet werden – ja, ich spreche es so aus, wie es ist: dumme unkultivierte Menschen. Und keine Zeitung oder
Fernsehanstalt wird über die Grabschändung berichten; ja, wahrscheinlich beschleicht sie auch jene berüchtigte ‚klammheimliche Freude‘ der RAF-Sympathisanten.
Und so wird Walter Nowotny noch einmal Opfer einer Gesinnung, diesmal einer, der die Totenruhe nicht mehr heilig ist. Und ich sage den Widersachern der Kriegsgeneration, der Generation der Zivildiener und den Störern der Totenruhe noch einmal: die Kränze, die ihnen einmal beschert werden sollen, sind schon heute welk.
Wer wird ihr Held sein, wenn andere Zeiten anbrechen, die sich mit einem düsteren Wetterleuchten schon ankündigen?
Aber als Obmann dieses Kreises, der sich um den Schutz dieses Kriegsgrabes aufgetan hat, hoffe ich, dass auch der Tag kommen wird, wo unsere Bemühungen nicht mehr notwendig sein werden und jeder anständige Bürger das Grab des Major Nowotny und alle anderen Ruhestätten vom einstigen Freund und Feind in stillem Gedenken besuchen kann.
Lasst Walter Nowotny ruhen, wie auch wir ihn nicht in die Tagespolitik hineinziehen dürfen!
Aber über ihn wachen und ihm ehrend zu gedenken soll uns niemand wehren.“

Als Folge dieser Rede distanzierte sich die Leitung der Medizinischen Universität Wien (MUW) öffentlich von Pendl und seinen Aussagen und kündigte an, sich im Bundesministerium für Bildung, Wissenschaft und Kultur um dessen Abberufung als Mitglied des Universitätsrates zu bemühen.
Nach übereinstimmenden Umlaufbeschlüssen des Senats mit der erforderlichen 2/3-Mehrheit und einstimmig des Rektorats der MUW übermittelte der Rektor mit Schreiben vom 15. November 2006 an die Bundesministerin Elisabeth Gehrer „wegen schwerer Pflichtverletzung“ im Sinne des § 21 Abs. 14 Universitätsgesetz die Abberufung Pendls. Gemäß weiterem Schreiben vom 23. November konnte eine reguläre außerordentliche Sitzung des Senats, die laut Satzung der Medizinischen Universität Wien eine achttägige Einladungsfrist vorsieht, erst mit diesem Datum stattfinden. Pendl wurde mit Schreiben vom 15. November von dem Abberufungsantrag informiert. In einer Presseaussendung bezeichnete FPÖ-Parteiobmann Heinz-Christian Strache das als „linken Meinungsterror“ und „Linksfaschismus“.

Mit seiner Stellungnahme vom 26. November übermittelte Pendl den vollen Wortlaut seiner Rede sowie eine Stellungnahme des Rechtsanwalts Harald Ofner (ehemaliger Justizminister, FPÖ) und wies die vorgebrachten Vorwürfe kategorisch zurück.
Mit Bescheid der Bundesministerin für Bildung, Wissenschaft und Kultur vom 28. Dezember 2006 wurde die Abberufung bestätigt. Begründet wurde darin unter anderem, dass diese Rede, „über die in sehr vielen österreichischen Medien kritisch berichtet wurde, […] das Ansehen der Universität im Hinblick darauf, dass Ihre Mitgliedschaft zum Universitätsrat der Medizinischen Universität Wien allgemein bekannt war und ist, beschädigt. Mit der in dieser Rede zum Ausdruck kommenden unkritischen Haltung gegenüber dem Nationalsozialismus wurde schwer gegen die sich aus den gesetzlichen Bestimmungen ergebende Pflicht, dem Ansehen der Universität nicht zu schaden, verstoßen. Diese unkritische Haltung ist beispielsweise erkennbar im Festhalten daran, dass es sich beim Grab von Walter Nowotny um ein Ehrengrab handelt (‚… für uns immer noch als Ehrengrab anzuerkennende letzte Ruhestätte …‘) oder in der ‚Heldenverehrung‘ für Walter Nowotny (‚… der um unsere Helden gedenkenden Menschen …‘; ‚… ihm ehrend zu gedenken …‘, ‚Wer wird ihr Held sein, wenn andere Zeiten anbrechen, die sich mit einem düsteren Wetterleuchten schon ankündigen?‘).“
Gerhard Pendl legte gegen diesen Bescheid beim Verfassungsgerichtshof (VfGH) Beschwerde ein. Der VfGH wies jedoch im März 2008 die Beschwerde ab und bestätigte die Korrektheit der Abberufung, wobei er in der Begründung anführte, dass die „kompromisslose Ablehnung des Nationalsozialismus ein grundlegendes Merkmal der 1945 wiedererstandenen Republik“ sei. Es sei dies ein zulässiger Eingriff in die Rechte der Meinungs- und Versammlungsfreiheit, wie er auch der Rechtsprechung des Europäischen Gerichtshofs für Menschenrechte entspricht.

## Auszeichnungen
- 2002: Ehrenring der Karl-Franzens-Universität Graz
- 2002: Goldenes Ehrenzeichen des Landes Steiermark[13]
- 2011: Franz-Dinghofer-Medaille[14]

## Werke
- Ultraschalltomographie in der Neurochirurgie. Dissertation, Universität Kiel, Fachbereich Medizin, Kiel 1975.
- Pineal and midbrain lesions. Springer, Wien/New York 1985, ISBN 3-211-81858-8.
- Der Hirntod: Eine Einführung in seine Diagnostik und Problematik. Springer, Wien 1986, ISBN 3-211-81920-7 (Vorwort und Inhaltsverzeichnis (PDF)).
- Vorwort in: Martin Graf (Hrsg.): 150 Jahre Burschenschaften in Österreich. gestern – heute – morgen. Ares-Verlag, Graz 2009, ISBN 978-3-902475-82-4.[15]